# Ermita de la Virgen de La Peña (El Hierro)
La ermita de la Virgen de La Peña, es un pequeño santuario en el que se venera a la Virgen de la Peña, situado en el punto de inicio de uno de los caminos antiguamente más peligrosos para llegar al Valle de El Golfo, el risco de Tibataje. La ermita se encuentra en el término municipal de Valverde, capital de la isla de El Hierro.

## Historia
La Ermita de la Virgen de La Peña está situada en un enclave al borde de un acantilado, a 700 metros sobre el nivel del mar aproximadamente. Se localiza al comienzo del camino de herradura que durante muchos años fue utilizado por los habitantes de la zona para desplazarse en épocas de verano desde los pueblos del norte de la isla hasta el Valle de El Golfo.
No se conoce exactamente ni en qué año fue construida, ni desde cuando se encuentra la imagen de la Virgen de La Peña en su interior, pero si se conoce que la ermita fue bendecida por la iglesia en el año 1877, y que el camino fue construido en el siglo XVIII, por lo que es sensato suponer que la imagen fue introducida con posterioridad

## Virgen de La Peña

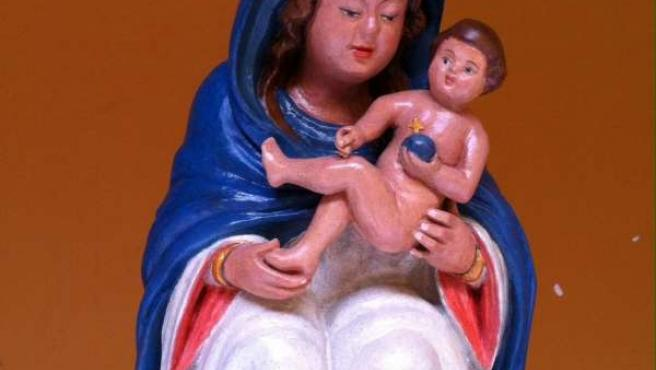
Imagen de la Virgen de La Peña.

La imagen de la Virgen de La Peña está realizada en madera, posteriormente policromada, y es de bulto redondo y pequeño tamaño (aproximadamente 23 centímetros). Data de finales del siglo XVIII, es de estilo barroco y su procedencia es desconocida.
El personaje femenino de la talla tiene apariencia joven, y porta en sus brazos al Niño Jesús. Tiene el cabello largo, con la raya al medio, y lleva la cabeza cubierta por un manto en tonos azules. Por su parte, el Niño se encuentra desnudo y sostiene en sus manos una pequeña bola del mundo de color azul rematada por una cruz.

## Fiesta de La Peña
La Fiesta de La Peña es una festividad, realizada cada año durante un domingo del mes de octubre, en honor a la Virgen de la Peña. La fiesta cuenta con un gran arraigo entre los vecinos de los pueblos del norte de la isla. 
Consiste en una romería que parte de la Ermita de la Virgen de la Peña a primera hora de la mañana, en la que participan los típicos y endémicos bailarines del norte. El recorrido se realiza a través de los distintos pueblos del norte de la isla, como Los Jarales, Guarazoca, Erese, El Mocanal, hasta llegar a la Iglesia de San Pedro Apóstol, donde se celebra una misa en su honor a mediodía.
Al finalizar, la comitiva vuelve a la Ermita de la Virgen de La Peña pero esta vez por un recorrido diferente, en el que también se atraviesan las calles de los pueblos del norte de la isla.